# Abdul Quader Molla
Abdul Quader Molla (bengali: আব্দুল কাদের মোল্লা; 14 de agosto de 1948 - 12 de dezembro de 2013) foi um líder islâmico de Bangladesh, escritor e político do Jamaat-e-Islami de Bangladesh, que foi condenado à morte por crimes de guerra pelo Tribunal Internacional de Crimes de Bangladesh (ICT), criado pelo governo de Bangladesh, e enforcado. Houve objeções das Nações Unidas, dos governos de vários países, incluindo a Turquia, e de organizações internacionais de direitos humanos, mas por outro lado, houve amplo apoio do povo de Bangladesh para a execução.
Ele foi condenado por cinco das seis acusações de crimes contra a humanidade e crimes de guerra em seu julgamento no ICT, em 5 de fevereiro de 2013. Membro da milícia Al-Badar durante a guerra de libertação, Molla foi condenado pela morte de 344 civis e outros crimes. Ele foi condenado à prisão perpétua. Como resultado direto da sentença, os protestos de Shahbag em 2013 começaram com os manifestantes exigindo a pena de morte para todos os que estavam sendo julgados. O protesto espalhou-se de Daca para outras partes do país. Os manifestantes pediram que os condenados por crimes de guerra fossem condenados à pena de morte e também para proibir o Jamaat-e-Islami. Jamaat-e-Islami deu início a um contraprotesto violento no país, exigindo a libertação de seus líderes condenados e acusados. Em 17 de setembro de 2013, após uma emenda à lei do TIC que permitiu ao governo, reclamante ou informante apelar de uma ordem de absolvição ou sentença, a Suprema Corte de Bangladesh considerou Molla culpado de assassinatos e outros crimes de guerra, e converteu sua sentença de prisão perpétua em sentença de morte. Ele estava programado para ser executado por enforcamento em 11 de dezembro. Devido a mais contestações legais, a execução foi suspensa e posteriormente mantida. Ele foi executado em 12 de dezembro.
Quader Molla havia tentado sem sucesso uma vaga no parlamento em 1986 e 1996, disputando o assento Faridpur-4 para Jamaat-e-Islami.